# Moritz Rühlmann

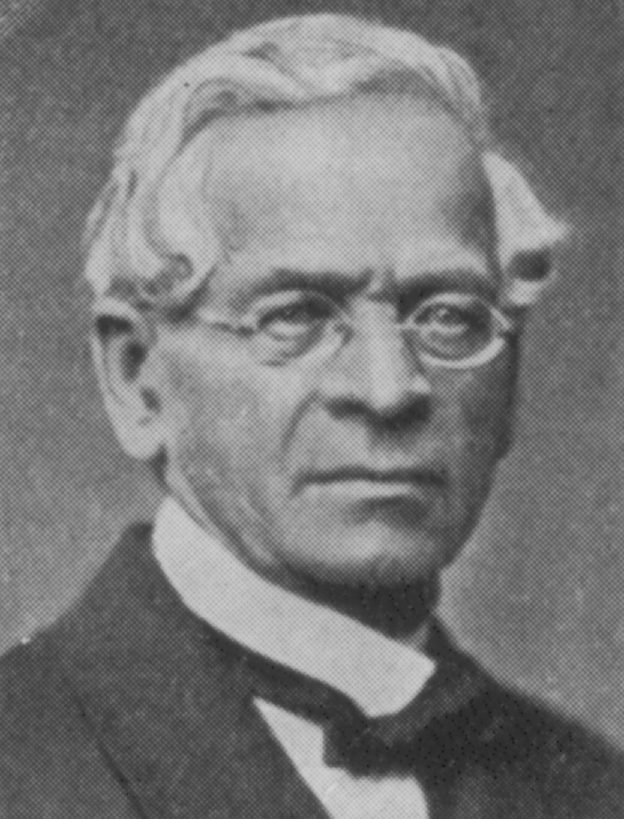
Moritz Rühlmann

Christian Moritz Rühlmann (* 15. Februar 1811 in Dresden; † 16. Januar 1896 in Hannover) war ein deutscher Mathematiker, Maschineningenieur, Professor an der Höheren Gewerbeschule in Hannover und einer der Begründer der mechanischen Technologie. 

## Leben

### Familie
Moritz Rühlmann war der Bruder des Dresdner Musikers Adolf Julius Rühlmann (1816–1877) und heiratete Mathilde Grosse. Er ist Onkel von Richard Rühlmann und Großvater von Moritz Weber.

### Werdegang
Nach der Bürgerschule besuchte Rühlmann ab 1829 die technische Bildungsanstalt in Dresden. 1835 nahm er hier eine Stelle als Hilfslehrer für Mathematik an, 1836 ging er als ordentlicher Lehrer für angewandte Mathematik an die königliche Gewerbeschule in Chemnitz. 1837/38 unternahm er mehrere Reisen u. a. nach Frankreich, Belgien und in die Schweiz, um Kenntnisse über die dortige Industrie zu sammeln. Daraufhin wurde er 1838 technischer Ratgeber in Zoll- und Privilegiensachen. 1840 promovierte er an der Universität Jena und wurde zum Professor der angewandten Mathematik und Maschinenlehre an der Höheren Gewerbeschule in Hannover ernannt. Einer seiner Schüler war dort Franz Frese.
Bereits während seiner Lehrtätigkeit in Dresden begann er mit dem Verfassen von Fachbüchern über Mechanik und Maschinenlehre. Er gilt als Begründer der historischen Schule der Technik.
1846 erhielt Rühlmann die Ehrenbürgerwürde der Stadt Hannover (zeitgleich mit Friedrich Heeren, Karl Karmarsch und Heinrich Kirchweger). Am 1. Mai 1856 verlieh ihm die Landsmannschaft Slesvico-Holsatia, das spätere Corps Slesvico-Holsatia, das Band. Später erhielt er auch noch das Band des Corps Saxonia Hannover.
Am 19. März 1857 wurde Moritz Rühlmann unter der Matrikelnummer 504 in die Freimaurerloge Zur Ceder in Hannover aufgenommen.
Rühlmann war zudem Mitglied im „Verein zur Belebung und Beförderung des vaterländischen Gewerbefleißes“ und von 1858 bis 1877 Redakteur der Vereinszeitschrift „Mittheilungen des Gewerbe-Vereins für das Königreich Hannover“. 1870 war er Gründungsmitglied des Hannoverschen Bezirksvereins des Vereins Deutscher Ingenieure (VDI). 1877 wurde er zum Geheimen Regierungsrat ernannt und vom Königreich Hannover zu Welt- und Industrieausstellungen entsandt. 1892 wurde Rühlmann Mitglied der Deutschen Akademie der Naturforscher Leopoldina. Er starb am 16. Januar 1896 im Alter von 84 Jahren. 1898 wurde ihm die Rühlmannstraße in Hannovers Nordstadt gewidmet.

## Schriften
- Die technische Mechanik und Maschinenlehre (1842–44) Band 1, Band 2
- Allgemeine Maschinenlehre (1862–74) Band 1, Band 2,  Band 3, Band 4
- Vorträge über Geschichte der technischen Mechanik und theoretischen Maschinenlehre (1885) online
- Hydromechanik oder die technische Mechanik flüssiger Körper, 1880, Ausgabe 1880

- Allgemeine Maschinenlehre nach den Vorträgen des Herrn Professor Dr. Rühlmann (Manuskript, heute in der University of Pennsylvania) online